# Poznaj moich rodziców
Poznaj moich rodziców – amerykańska komedia z 2004 roku. Jest to kontynuacja filmu Poznaj mojego tatę z 2000 roku. Kolejną częścią opowiadającą o losach rodzin Fockerów i Byrnesów jest film Poznaj naszą rodzinkę.

## Główne role
- Robert De Niro – Jack Byrnes
- Ben Stiller – Greg Focker
- Dustin Hoffman – Bernie Focker
- Barbra Streisand – Rozalin Focker
- Blythe Danner – Dina Byrnes
- Teri Polo – Pam Byrnes
- Owen Wilson – Kevin Rawley

## Opis fabuły
Sequel komedii Poznaj mojego tatę przedstawia dalsze losy Grega Fockera (Ben Stiller) i jego narzeczonej Pam Byrnes (Teri Polo), którzy przekonani są, że już teraz nic nie stanie im na drodze do ślubu po tym, jak Gregowi udało się wywalczyć przychylność rodziców Pam – Jacka (Robert De Niro) i Diny Byrnesów (Blythe Danner). Do czasu – katastrofą okazuje się bowiem wspólne spotkanie obu rodzin. Wyluzowani państwo Fockerowie nijak bowiem nie mogą się porozumieć ze sztywnymi Byrnesami.